# 賈勞恩縣

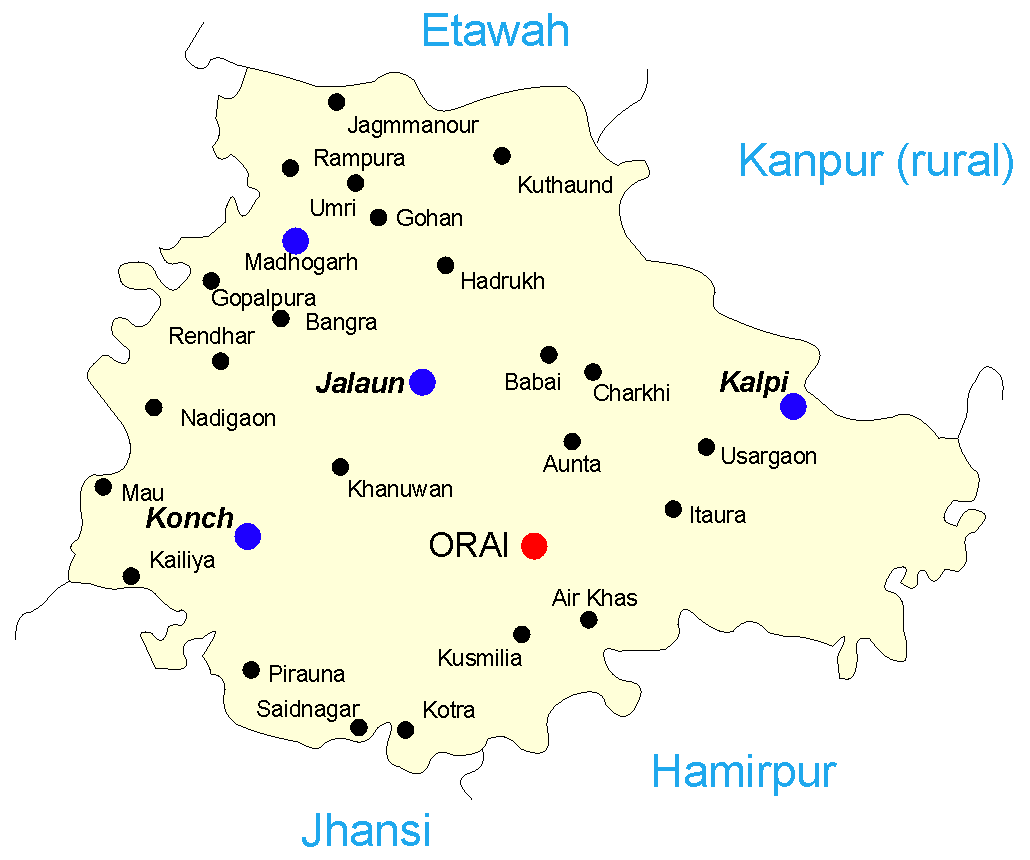

賈勞恩縣是印度的一個縣，位於該國北部，由北方邦負責管轄，面積4,565平方公里。2011年普查人口總數為1,689,974人，人口密度每平方公里319人。

## 地理
该地区位于邦德尔坎德平原内，封闭的中部地区是一片荒芜的耕地，树木稀少，到处是村庄。南部地区几乎没有间断的耕种。 

## 外部連結
- Jalaun District on Bundelkhanddarshan.com
- 官方网站

26°00′N 79°30′E / 26.000°N 79.500°E